# Carlos Correia
Carlos Correia   (Bissau, 6 de novembre de 1933 - 14 d'agost de 2021) va ser un polític de Guinea Bissau que va ser primer ministre de Guinea Bissau del 17 de setembre de 2015 al 12 de maig de 2016. Anteriorment va ser el primer ministre del 27 de desembre de 1991 al 26 octubre de 1994, de 6 de juny de 1997 a 3 de desembre de 1998 i de 5 d'agost de 2008 al 2 de gener de 2009.

## Carrera política
Correia va néixer a Bissau. Va estudiar enginyeria agrícola a la República Democràtica Alemanya. Durant la guerra per la independència Correia va ser membre del Partit Africà per la Independència de Guinea i Cap Verd (PAIGC), que va governar el país fins a 1999. Va exercir com a ministre d'Hisenda en l gabinet dirigit per Francisco Mendes en la dècada de 1970. En la dècada de 1980 va ser membre del Politburó del PAIGC i responsable d'agricultura i pesca al Consell d'estat.
Quan es va restablir el càrrec de primer ministre després d'haver estat abolit el 1984 Correia es va convertir en primer ministre el 27 de desembre de 1991 sota el President João Bernardo Vieira. Després de les primeres eleccions presidencials i parlamentaries multipartidistes al juliol de 1994, que van guanyar el PAIGC, Manuel Saturnino da Costa el va succeir com a cap de govern el 27 d'octubre.
Després de la destitució de da Costa el 26 de maig de 1997, Correia fou nomenat novament primer ministre el 6 de juny. No obstant això, l'octubre del mateix any, l'alt tribunal del país va dictaminar que la nominació de Correia era inconstitucional, perquè el parlament no havia estat consultat. Una setmana més tard, es va aprovar la seva nominació. El treball de Correia com a primer ministre era ben vist pel Fons Monetari Internacional i el Banc Mundial.
El segon mandat de Correia, que va durar fins al 3 de desembre de 1998, es va veure enfosquit per la rebel·lió d'Ansumane Mané. Mané va ser acomiadat com a cap de l'estat major de les forces armades al juny de 1998, el que el va portar a rebel·lar-se contra el govern i iniciar una guerra civil, que va durar fins que es va signar un acord de pau entre el govern i els rebels al novembre de 1998. L'acord va durar sis mesos.
Després de Vieira va ser enderrocat al maig de 1999, el procurador general Amin Saad va anunciar el 27 de juliol de 1999 que Correia i altres 14 partidaris de Vieira havien estat detinguts i acusats d'incitar a la guerra i la prestació de suport financer a Vieira; Tanmateix només va ser empresonat per un breu període i en un congrés PAIGC al setembre de 1999, va ser expulsat del partit, juntament amb Vieira i altres cinc exministres. En febrer de 2000, després que Kumba Ialá ocupés el càrrec de President, Correia fou arrestat amb da Costa i quatre altres exministres. Fou acusat d'haver fet dues emissions deute públic sense l'aprovació parlamentària tres anys abans; segons Correia i da Costa, que van ser posats en llibertat sota fiança, els bons estaven destinats a proporcionar fons per al desenvolupament nacional. Va ser absolt de malversació de fons al juny de 2003.
Al febrer de 2003, Correia i altres quatre membres del PAIGC van ser detinguts per l'execució de cinc persones després d'un fallit cop d'estat el 1986, però va ser posat en llibertat després de quatre dies.
El 2005 va ser considerat inicialment com a candidat presidencial del seu partit, però Malam Bacai Sanhá va ser nomenat al seu lloc. Sanhá va perdre davant Vieira en una segona volta.
Vieira va dissoldre l'Assemblea Nacional Popular i va designar Correia novament com a primer ministre el 5 d'agost de 2008, substituint Martinho Ndafa Kabi. Correia tenia la tasca de dirigir el govern, mentre es preparava per a unes eleccions legislatives al novembre de 2008. Correia va formar un nou govern el 9 d'agost amb 21 ministres i 7 secretaris d'Estat. Aquest govern era dominat pels lleials a Vieira i membres del PAIGC, incloent dissidents del PAIGC partidaris de Vieira. El Partit de Renovació Social (PRS) va rebre cinc llocs al govern, mentre que el Partit Republicà per la Independència i el Desenvolupament (PRID) i l'Aliança Popular Unida (APU) van rebre un càrrec cadascun.
Després de les eleccions, en les quals PAIGC va obtenir la majoria parlamentària (67 de 100 escons), Vieira va nomenar al president del PAIGC Carlos Gomes Júnior per substituir Correia el 25 de desembre de 2008.
Set anys més tard, enmig d'una disputa entre el president José Mário Vaz i el seu propi partit, el PAIGC, Correia va ser designat novament com a Primer Ministre i jurà el 17 de setembre de 2015. El 13 d'octubre de 2015 va ser nomenat un nou govern encapçalat per Correia. Mentre ell i Vaz encara no s'havien posat d'acord sobre qui hauria d'encapçalar els ministeris dels recursos interiors i naturals, Correia se'n va encarregar temporalment. El 12 de maig de 2016, Correia fou destituït del seu càrrec pel President. En una entrevista el 27 de maig Correia criticà la mesura titllant-la de "cop d'estat constitucional.